# Ted Savage (Fußballspieler)
Robert Edward „Ted“ Savage (* 30. November 1911 in Louth; † 30. Januar 1964 in Wallasey) war ein englischer Fußballspieler und -trainer. Als Außenläufer war er zwischen 1931 und 1937 beim FC Liverpool aktiv und arbeitete in der Nachkriegszeit unter anderem als Trainer in den Niederlanden.

## Sportlicher Werdegang
Savage war bereits als 17-Jähriger im Profifußball unterwegs beim Drittligisten Lincoln City und absolvierte dort bis 1931 rund 100 Pflichtspiele. Nach einem knapp verpassten Zweitligaaufstieg als Vizemeister in der Saison 1930/31 wechselte der Außenläufer im Mai 1931 für eine Ablösesumme von 2750 Pfund zum Erstligisten FC Liverpool. Entgegen seiner gewohnten Position debütierte Savage für Liverpool zunächst als linker Halbstürmer gegen Grimsby Town und schoss direkt zwei Tore zum 4:0-Sieg. Da er fortan auf der defensiven Läuferposition agierte, sollten diese beiden Treffer die einzigen in seiner Liverpool-Zeit bleiben. Als einigermaßen gesetzter Stammspieler konnte er sich erst ab der Saison 1934/35 etablieren, als er – wie auch in der anschließenden Spielzeit – 27 von 42 Ligapartien absolvierte. Danach fiel er in der Hackordnung wieder deutlich zurück und nach seinem letzten Einsatz am 16. Oktober 1937 bei den Wolverhampton Wanderers (0:2) wechselte er kurz darauf im Dezember zu Manchester United.
In Manchester war Savage primär als Ersatzspieler vorgesehen und kam so auch auf nur fünf Pflichtspieleinsätze für den Klub. Gerade einmal zehn Monate dauerte sein Aufenthalt, bevor er weiterzog nach Wales zum AFC Wrexham, der wie sein ursprünglicher Klub in Lincoln in der dritthöchsten englischen Spielklasse unterwegs war. Nach 27 Ligaeinsätzen dort sorgte der Ausbruch des Zweiten Weltkriegs für eine jahrelange Unterbrechung des offiziellen Spielbetriebs, womit faktisch auch Savages Profikarriere ihr Ende fand. Während der Kampfhandlungen agierte er zuletzt als Gastspieler für Klubs wie Carlisle United, West Ham United, den FC Chelsea, den FC Fulham, den FC Millwall, den FC Southport und York City. In der Nachkriegszeit arbeitete Savage, der neben dem Fußball auch Talent im Cricket, Schwimmen und als Sprinter gezeigt hatte, zeitweise als Trainer, unter anderem in den Niederlanden für ZVV Zaandam und die AVV Zeeburgia sowie zurück in der englischen Heimat für den FC South Liverpool. Dazu war er in seiner neuen Wahlheimat Wallasey als Inhaber des dort ansässigen Primrose Hotels verantwortlich. Er litt bereits im mittleren Alter früh an Herzproblemen und verstarb im Alter von 52 Jahren Ende Januar 1964 im Schlaf. Er hinterließ seine Ehefrau und jeweils einen Sohn und eine Tochter.